# Duguetia aripuanae
Duguetia aripuanae är en kirimojaväxtart som beskrevs av Paulus Johannes Maria Maas. Duguetia aripuanae ingår i släktet Duguetia och familjen kirimojaväxter. Inga underarter finns listade i Catalogue of Life.